# 天主教里昂总教区
天主教里昂總教區（拉丁語：Archidioecesis Lugdunensis）是天主教會在法國中部設立的總教區之一。里昂總主教擁有「高盧首席主教」的頭銜。
該教區的教座位於里昂主教座堂，首任總主教為聖巴田諾（St. Pothinus）。總主教現時出缺，宗座署理為彌額爾·迪博，輔理主教為博德·雷-加爾和厄瑪奴耳·戈比利爾德，榮休總主教為斐理伯·巴爾巴蘭樞機。